# 西登斯維爾 (阿拉巴馬州)
西登斯維爾（英語：Siddonsville）是一個位於美國阿拉巴馬州馬倫戈縣的非建制地區。該地的面積和人口皆未知。

## 地理
西登斯維爾的座標為32°25′05″N 87°36′47″W / 32.41806°N 87.61306°W，而該地的平均海拔高度為77米（即253英尺）。